# Camilla Ceder
Camilla Ceder (* 1976) ist eine schwedische Sozialarbeiterin und Schriftstellerin. 
Ceder studierte Sozialwissenschaften und Psychotherapie. Sie debütierte 2009 mit dem Kriminalroman Fruset ögonblick (deutsch: Wintermord, 2011). 2010 wurde ihr zweiter Roman mit dem Namen Babylon veröffentlicht. Dieser wurde jedoch noch nicht ins Deutsche übersetzt. Sie lebt in Göteborg. 

## Werke
- Wintermord (schwedisch Fruset ögonblick, Wahlström & Widstrand. Stockholm 2009). Piper, München 2011, ISBN 978-3-492-25870-8.
- Babylon. Wahlström & Widstrand, Stockholm 2010, ISBN 9789146220442.[3]